# Kurt Megelin
Kurt Adolf Walter Megelin (* 5. November 1904 in Berlin; † 17. Februar 1979 in Oberstdorf) war ein deutscher Widerstandskämpfer gegen den Nationalsozialismus. Er leitete den Roten Stoßtrupp ab 1934.

## Leben

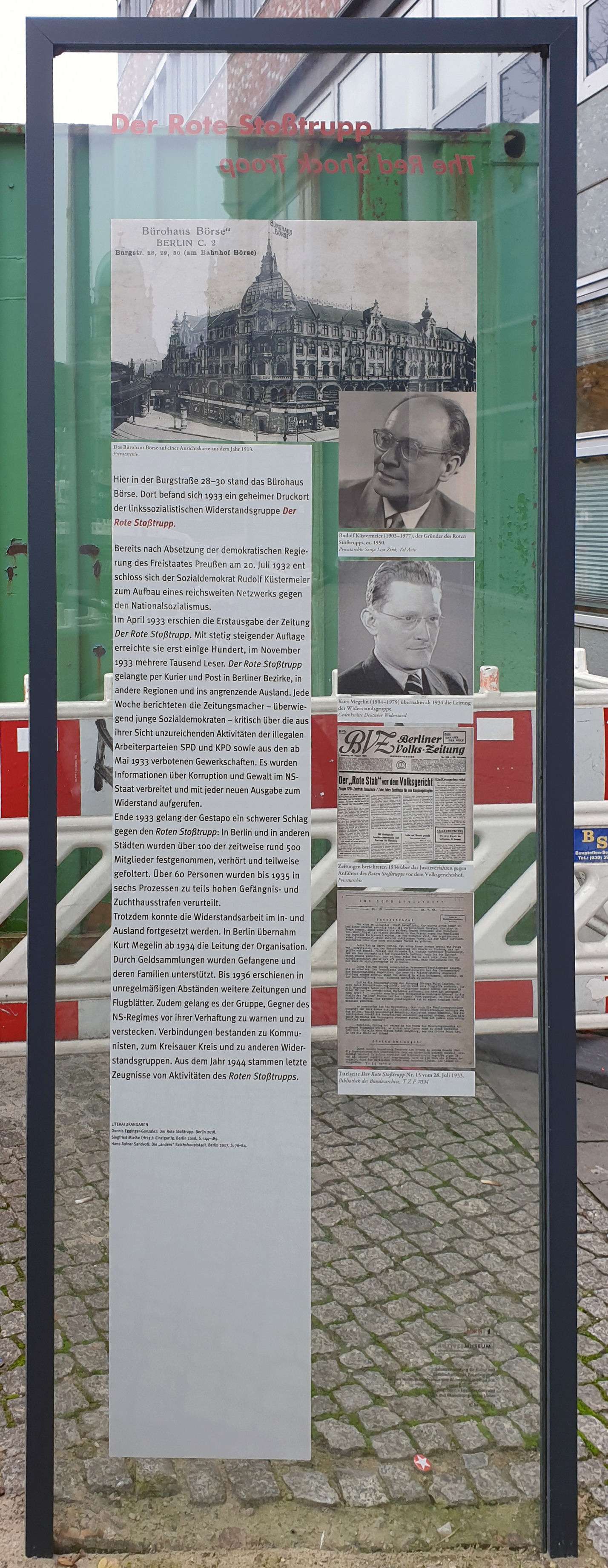
Gedenktafel in Berlin-Mitte

Nach der Volksschule lernte Kurt Megelin Buchdrucker. Er gehörte dem Verband der Deutschen Buchdrucker an, wo er ab 1922 Jugendsekretär war. Anschließend machte er eine kaufmännische Lehre. Er war ab 1918 Mitglied der SAJ und ab 1992 SPD-Mitglied, wo er Leiter der 25. Abteilung Prenzlauer Berg wurde. Zudem war er Mitglied im Reichsbanner Schwarz-Rot-Gold und im Freidenkerverband. Nach der Lehre arbeitete er beim Bezirksamt Prenzlauer-Berg. Er wurde Geschäftsführer des Bundes der freien Schulgesellschaften. Dies und seine Gewerkschaftstätigkeit ließen ihn nach der Machtergreifung ins Visier der Nationalsozialisten geraten. 1933 wurde ihm zunächst eine Fortbildung an der Bibliothekarsschule Leipzig untersagt, dann wurde er ganz aus dem Dienst entlassen.
Megelin wandte sich nun ganz der illegalen Arbeit zu und wurde Mitglied im Roten Stoßtrupp. Dort übernahm er den Bezirk Prenzlauer Berg. Über seine Anstellung als Verwaltungsangestellter im Büro des Bezirksbürgermeisters konnte er die Zeitschrift der Bewegung flächendeckend versenden. 1934 übernahm er die Leitung des Roten Stoßtrupps, der 1933 zu großen Teilen enttarnt worden war. Zusammen mit anderen unentdeckten Genossen stellte er die Arbeit von Propaganda auf Kaderschulungen um. Zwar wurde er zwischen 1933 und 1938 mehrfach verhaftet und verbrachte insgesamt 33 Monate in Haft, doch konnte er seine Rolle immer kleiner darstellen. 1938 floh er aus der Haft, weil er befürchtete, in ein Konzentrationslager eingeliefert zu werden. Bereits kurz danach betätigte er sich weiter illegal, nachdem es ihm gelungen war, seine Akte verschwinden zu lassen. Es gelang ihm, eine Stellung bei der Reichsgruppe Versicherungen zu erlangen. Die damit verbundene Reisetätigkeit nutzte er, um illegale Netzwerke aufzubauen.
Im Zweiten Weltkrieg arbeitete er für Wilhelm Leuschner und diente als Verbindungsmann zu Carl Friedrich Goerdeler. Kurz vor Ende des Zweiten Weltkriegs nahm er ebenfalls Kontakt zu einer Widerstandsgruppe um Erika Bartsch auf.
Nach dem Zweiten Weltkrieg wurde er abermals SPD-Mitglied. Er wurde Sekretär von Ella Kay, der Bezirksbürgermeisterin vom Prenzlauer Berg. Als die sowjetische Verwaltung diese absetzte, verlor er ebenfalls seine Anstellung. Er floh in den Westteil der Stadt und wurde dort Referent und später Leiter für Volksbüchereiwesen im Bezirksamt Reinickendorf. Politisch engagierte er sich nur noch wenig, was zum einen an seinem gesundheitlichen Zustand lag, der sich durch die Haftzeiten im Dritten Reich erheblich verschlechtert hatte, zum anderen am Wechsel von Ost nach West.
1979 verstarb Megelin im Allgäu, wurde aber in Berlin beigesetzt. Seine Ehefrau Else Megelin war ebenfalls im Roten Stoßtrupp aktiv.